# France Nuyen

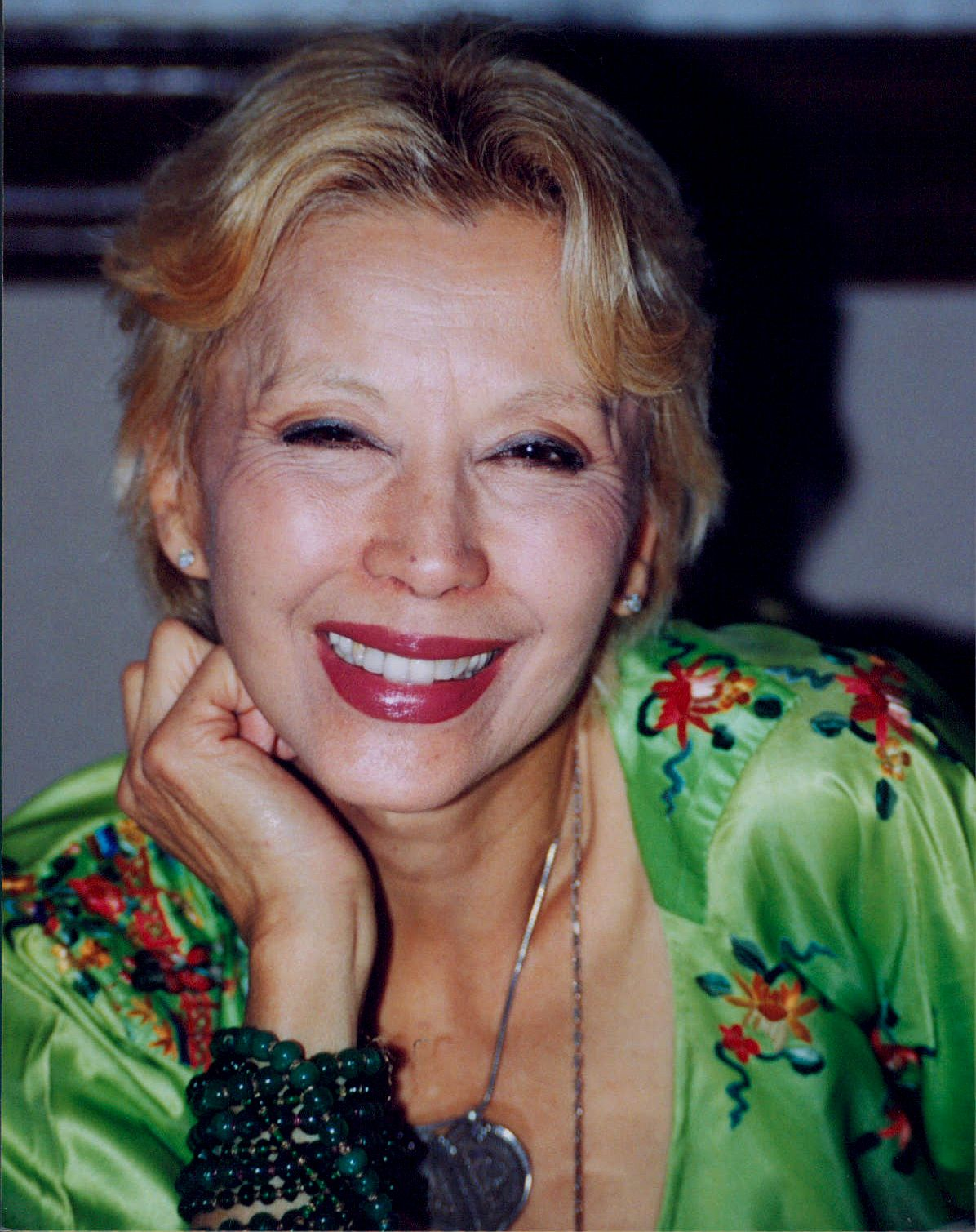
France Nuyen (2018)

France Nuyen (* 31. Juli 1939 in Marseille, Frankreich; eigentlich France Nguyen Vannga) ist eine französische Film- und Theaterschauspielerin sowie Psychotherapeutin.

## Leben
Die Tochter einer Französin und eines Vietnamesen wurde von ihrem Cousin in Marseille aufgezogen. Bis heute nimmt sie an, dass ihre Eltern, die als „Zigeuner“ ihren Lebensstil gefunden hätten, von Nationalsozialisten ermordet worden seien.
Als Kind wurde sie sexuell missbraucht – unbestätigten Angaben zufolge von einem Soldaten der US Army, nachdem die Alliierten Frankreich befreit hatten. Sie setzte sich daher zeitlebens für ebenfalls missbrauchte Kinder und Frauen und für Frauen, die unschuldig in Gefängnissen einsaßen, ein. 1986 erhielt sie das Diplom zur Psychologin und sicherte sich ein zweites Standbein als Familientherapeutin.
Nuyen war nach Anna May Wong die zweite Asiatin, die in den USA zunächst am Broadway und später auch in Hollywood erfolgreich Fuß fassen konnte. Im zwischen 1958 und 1960 am Broadway aufgeführten Stück The World of Suzie Wong lernte sie William Shatner kennen, der ihr später zu ihrer bekanntesten Fernsehrolle – die der widerspenstigen Elaan – in der Serie Raumschiff Enterprise verhalf.
Nach einer kurzen Liaison mit Marlon Brando in den frühen 1960er Jahren war sie bis heute zweimal verheiratet; beide Male erfolgte die Scheidung. Mit ihrem ersten Ehemann, dem Psychiater Dr. Thomas Gaspar Morell, mit dem sie zwischen 1963 und 1967 verheiratet war, hat sie eine Tochter, Fleur. Ihr zweiter Ehemann war der Filmschauspieler und Regisseur Robert Culp, mit dem sie von 1967 bis 1970 verheiratet war. Diese Ehe blieb kinderlos. Heute lebt Nuyen in Los Angeles und arbeitet vermehrt als Therapeutin.

## Filmografie (Auswahl)

### Spielfilme
- 1958: South Pacific
- 1958: Hölle, wo ist dein Schrecken (In Love and War)
- 1961: Der Held der Etappe (The Last Time I Saw Archie)
- 1962: Das Mädchen Tamiko (A Girl Named Tamiko)
- 1963: Der König von Hawaii (Diamond Head)
- 1963: Plädoyer für einen Mörder (Man in the Middle)
- 1966: Dimension 5
- 1971: Heißes Gold aus Calador (One More Train to Rob)
- 1973: Todesgrüße von Gamma 03 (The Big Game)
- 1973: Die Schlacht um den Planet der Affen (Battle for the Planet of the Apes)
- 1993: Töchter des Himmels (The Joy Luck Club)
- 1997: Kein Lächeln wie Deins (A Smile Like Yours)

### Fernsehserien
- 1965: Amos Burke (Burke’s Law, eine Folge)
- 1965: Solo für O.N.C.E.L. (The Man from U.N.C.L.E., eine Folge)
- 1966: Rauchende Colts (Gunsmoke, zwei Folgen)
- 1968: Raumschiff Enterprise (Star Trek, 3. Staffel Folge 68 „Brautschiff Enterprise“)
- 1971–1977: Hawaii Fünf-Null (Hawaii Five-O, drei Folgen)
- 1974: Der Sechs-Millionen-Dollar-Mann (The Six Million Dollar Man, eine Folge)
- 1977: Drei Engel für Charlie (Charlie’s Angels, eine Folge)
- 1978: Columbo: Mord à la Carte (Murder Under Glass)
- 1978–1980: Fantasy Island (vier Folgen)
- 1981–1983: Trapper John, M.D. (zwei Folgen)
- 1985: Magnum (eine Folge)
- 1993: Mord ist ihr Hobby (Murder, She Wrote, eine Folge)
- 1999: Outer Limits – Die unbekannte Dimension (The Outer Limits, eine Folge)

## Auszeichnung
1959 wurde France Nuyen für den Golden Globe Award als Beste Nachwuchsdarstellerin nominiert.